# Gare de Moret - Veneux-les-Sablons
Gare de Moret - Veneux-les-Sablons vasútállomás Franciaországban, Veneux-les-Sablons településen.

## Vasútvonalak
Az állomást az alábbi vasútvonalak érintik:
- Párizs–Marseille-vasútvonal
- Moret–Lyon-vasútvonal
- Moret - Veneux-les-Sablons–Lyon-Perrache-vasútvonal

## Kapcsolódó állomások
A vasútállomáshoz az alábbi állomások vannak a legközelebb:
- Gare de Thomery (Paris Gare de Lyon, Line R)
- Gare de Saint-Mammès (Gare de Montereau, Line R)
- Gare de Montigny-sur-Loing (Gare de Montargis, Moret–Lyon-vasútvonal, Line R)